# Gare de Salbertrand
La gare de Salbertrand est une gare ferroviaire située sur le territoire de la commune italienne de Salbertrand, dans la région de Piémont.

## Situation ferroviaire
Établie à 999 mètres d'altitude, la gare de Salbertrand est située au point kilométrique 63,700 de la ligne du Fréjus.
Elle est dotée de cinq voies dont trois sont bordées par deux quais (un latéral et un central).

## Histoire
La gare de Salbertrand a été mise en service le 16 octobre 1871 en même temps que le tronçon de la ligne du Fréjus reliant Bussolin à la frontière française à Modane,.

## Service des voyageurs

### Accueil
Gare de Ferrovie dello Stato Italiane, elle est dotée d'un bâtiment voyageurs ainsi que d'un distributeur automatique de titres de transport.

### Desserte
Depuis le 9 décembre 2012, la gare de Salbertrand est desservie chaque heure par la branche reliant Turin à Bardonnèche de la ligne 3 du service ferroviaire métropolitain de Turin. Elle est desservie à ce titre une fois par heure du lundi au samedi et plus épisodiquement le dimanche.

### Intermodalité
La gare de Salbertrand est en correspondance avec la ligne d'autocars interurbains 286, exploités par Arriva, qui relie la gare de Suse à la gare d'Oulx. L'arrêt est situé à une centaine de mètres de la gare, sur la route nationale 24.